# Getting Evidence
Getting Evidence je americký němý film z roku 1906. Režiséry jsou Wallace McCutcheon (1858–1918) a Edwin S. Porter (1870–1941). Film trvá zhruba 14 minut.

## Děj
Soukromý detektiv má za úkol pronásledovat manželku klienta, který ho žárlivě požádá, aby získal fotografický důkaz o nevěře jeho ženy.

## Obsazení
| Paul Panzer | vyšetřovatel |